# Alangulam (Virudhunagar)
Alangulam è una suddivisione dell'India, classificata come town panchayat, di 4.965 abitanti, situata nel distretto di Virudhunagar, nello stato federato del Tamil Nadu. In base al numero di abitanti la città rientra nella classe VI (meno di 5.000 persone).

## Geografia fisica
La città è situata a 09° 22' 30 N e 77° 41' 22 E.

## Società

### Evoluzione demografica
Al censimento del 2001 la popolazione di Alangulam assommava a 4.965 persone, delle quali 2.540 maschi e 2.425 femmine. I bambini di età inferiore o uguale ai sei anni assommavano a 382, dei quali 193 maschi e 189 femmine. Infine, coloro che erano in grado di saper almeno leggere e scrivere erano 3.838, dei quali 2.172 maschi e 1.666 femmine.